# Natalia-Elena Intotero
Natalia-Elena Intotero, née le 14 janvier 1976 à Brad, est une femme politique roumaine, membre du Parti social-démocrate (PSD).

## Biographie

### Formation
Natalia-Elena Intotero étudie l'anglais à l'université de l'Ouest de Timișoara puis étudie les relations internationales à l'université de Bucarest.

### Carrière politique
En mars 2009, Natalia-Elena Intotero devient secrétaire d'État au ministère des Affaires étrangères.
Elle est ministre des Roumains de l'étranger de janvier 2018 à avril 2019.
Le 19 juillet 2023, elle devient ministre de la Famille, de la Jeunesse et de l'Égalité des chances dans le gouvernement Ciolacu I. Enfin le 23 décembre 2024, elle est nommée ministre de la Culture dans le gouvernement Ciolacu II.